# 236784 Livorno
236784 Livorno este un asteroid din centura principală de asteroizi.

## Descriere
236784 Livorno este un asteroid din centura principală de asteroizi. A fost descoperit pe 12 august 2007 la San Marcello Pistoiese de Luciano Tesi și Michele Mazzucato. Asteroidul prezintă o orbită caracterizată de o semiaxă mare de 2,54 ua, o excentricitate de 0,11 și o înclinație de 4,3° în raport cu ecliptica.